# Allopauropus barcinonensis
Allopauropus barcinonensis är en mångfotingart som beskrevs av Paul Auguste Remy 1933. Allopauropus barcinonensis ingår i släktet småfåfotingar, och familjen fåfotingar. Inga underarter finns listade i Catalogue of Life.